# Mandevilla surinamensis
Mandevilla surinamensis là một loài thực vật có hoa trong họ La bố ma. Loài này được (Pulle) Woodson mô tả khoa học đầu tiên năm 1933.